# Ubu Repertory Theater
 (octobre 2017).
Si vous disposez d'ouvrages ou d'articles de référence ou si vous connaissez des sites web de qualité traitant du thème abordé ici, merci de compléter l'article en donnant les références utiles à sa vérifiabilité et en les liant à la section « Notes et références ».
Le Ubu Repertory Theater est le seul théâtre américain consacré à la présentation de pièces de langue française avec des productions anglaises et françaises. 
Le Ubu Repertory Theater offre aux Américains une perspective sur le monde des cultures francophones, les pays européens francophones, ainsi que ceux situés en Amérique du Nord, en Afrique et dans les Caraïbes.

## Histoire
Fondé en 1982 par Françoise Kourilsky, « Ubu Rep » sert de forum pour l'échange interculturel à New York. Le groupe théâtral encourage la collaboration de traducteurs, de réalisateurs, d'acteurs, de dramaturges et de professionnels du théâtre afin de favoriser la coopération internationale.

## Le théâtre

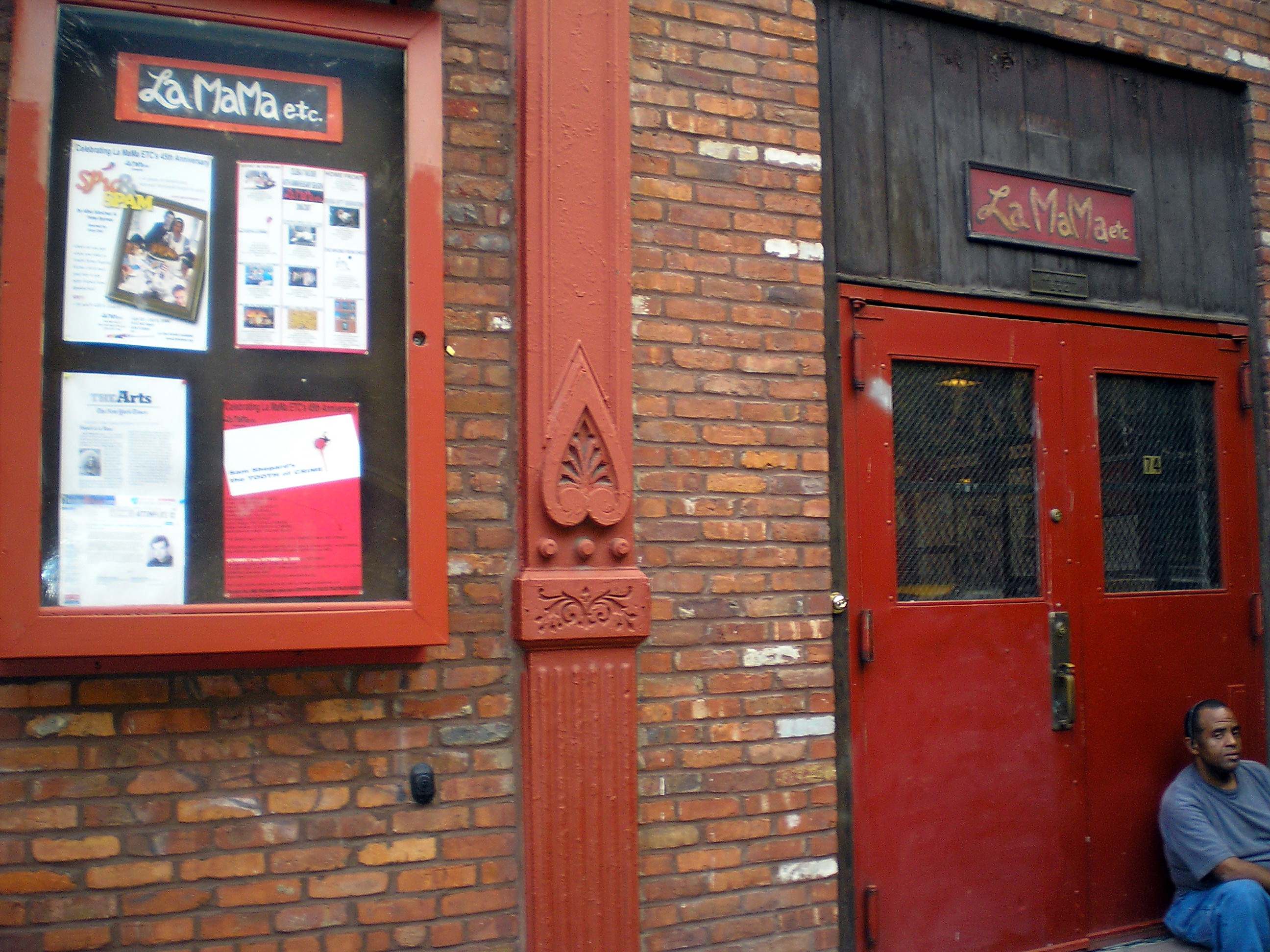
La Mama Theater
David Shankbone

Au début, Ubu Rep se trouvait au deuxième étage d'un petit théâtre situé dans la Mercer Street, à Chelsea. La compagnie a déménagé en 1989 sur West 28th Street dans un théâtre de 99 places. En 1999, Ubu Rep a déménagé dans de nouveaux bureaux situés au 95 Wall Street (au bas de Wall Street) et a partagé son bureau avec le French Institute Alliance Française (FIAF). Le nouvel espace n'incluait cependant pas son propre théâtre.
L'entreprise a travaillé sur un certain nombre de productions Off-Broadway plus importantes, telles que le théâtre annexe de La MaMa Experimental Theatre Club et le Florence Gould Hall du FIAF pour répondre à sa popularité croissante. Ubu Rep a également fourni une grande sélection de pièces francophones tout au long de l'année grâce à sa série de lectures.
Parmi les anciens membres de l'équipe figurent le réalisateur franco-australien Morgan Dowsett et l'auteur-réalisateur franco-américain Frederic Colier.

## La compagnie bilingue Ubu
Toujours sous la direction de Kourilsky, Ubu Rep a également fondé la société bilingue Ubu. La troupe a interprété des productions bilingues dont Huis clos (No Exit) de Jean-Paul Sartre (1985), Le Malentendu (The Misunderstanding) d'Albert Camus et Les Justes (The Just Assassins, 1998), Antigone de Jean Anouilh (2000), In Transit de Denise Bonal et Murder in Mind de Xavier Durringer (2001), et bien d'autres.

## Publications
Les traductions et les publications sont une étape importante de la mission d'Ubu Rep. De nombreux auteurs ont été chargés de faire traduire, interpréter et publier leur pièce : Aimé Césaire, Jean Tardieu, Jean-Claude Grumberg, Simone Schwarz-Bart, Sony Labou Tansi, Bernard-Marie Koltès, Tilly, Kateb Yacine, Maryse Condé, Koffi Kwahulé et Michel Tremblay, pour ne citer que quelques-uns de son vaste catalogue de pièces de théâtre individuelles et anthologisées. À partir de 2002, Theatre Communications Group (TCG) s'occupe de toute la distribution du catalogue d'Ubu Rep.

## Fin du premier chapitre
Les attentats du 11 septembre 2001, en particulier contre le World Trade Center, ont pesé lourdement sur l'avenir du groupe, compte tenu de la proximité de ses bureaux. Le feu continu sur le site de l'attaque, aggravé par une contamination dangereuse de l'air, a interdit l'accès aux locaux pendant des semaines. Françoise Kourilsky a décidé de prendre sa retraite et a dissous la société au début de l'été 2002, mais pas avant de produire un grand spectacle final, Bravo Ubu, célébrant les 20 ans de présence à New York, avec Ellen Stewart et Tom Bishop agissant en tant que maîtres des cérémonies. La célébration a eu lieu au Florence Gould Hall en mai 2002. Françoise Kourilsky est décédée à Paris en 2012.

## Nouveau chapitre
Depuis l'été 2017, un groupe composé d'anciens membres du personnel, d'acteurs et de dramaturges, travaille afin de ramener Ubu Rep sur la scène théâtrale new-yorkaise.